# Johannes Andreae (Theologe)

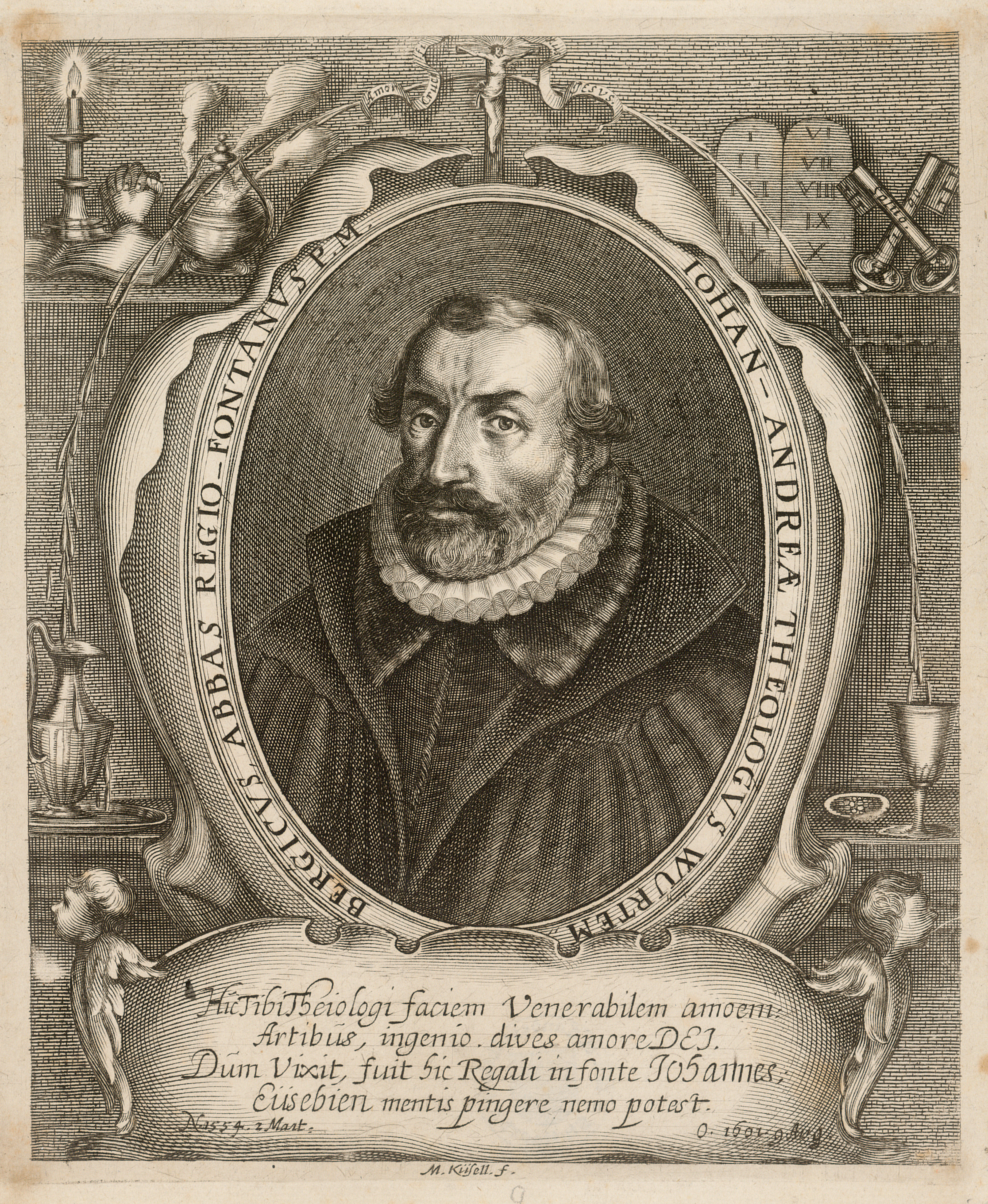
Johannes Andreae, Kupferstich von Mathäus Küsel

Johannes Andreae, auch Johannes Andreä, (* 12. März 1554 in Tübingen; † 9. August 1601 in Königsbronn) war ein lutherischer Pfarrer und Theologe, später Abt des Klosters Königsbronn. 

## Leben
Johannes wurde als vierter Sohn des Kanzlers der Universität Tübingen, Jakob Andreae, und dessen Ehefrau Anna geborene Entringer geboren. Er immatrikulierte sich 1567 an der Universität Tübingen und erlangte dort 1572 den Magistergrad. Seine erste Pfarrstelle trat er 1576 in Hagelloch an. Seine nächste Pfarrstelle erhielt er 1578 in Mössingen, 1582 wurde er Dekan und Superintendent in Herrenberg, 1591 Prälat und Abt des Klosters Königsbronn.
Dort heiratete er am 18. Mai 1576 Maria Moser aus Herrenberg, die Tochter des Stadtschreibers und Vogts Valentin Moser von Filseck. Aus dieser Ehe gingen acht Kinder hervor:
1. Jakob Andreae (1577–1630), Diakon in Herrenberg, Pfarrer in Gebersheim, Rötenberg und Birkenfeld, verheiratet mit Margaretha Hofmann (* 1590), Tochter von Daniel Hoffmann, Schultheiß und Stiftspfleger in Beutelsbach, 1594 im Stuttgarter Gefängnis, und der Rosina Sachs aus Esslingen. Jakob Andreae soll sein Leben mit alchemistischen Experimenten zugebracht und „nachts von der Hand eines Räubern oder von Geistern“, vielleicht vom Liebhaber seiner untreuen Frau, ermordet worden sein[1]
2. Anna Andreae (1580–1635), verheiratet seit 1606 mit Sixt Brauch († 1620), Untervogt und Kastner in Heidenheim, Sohn von Arnold Brauch aus Heubach
3. Ludwig Andreae (*/† 1582), bald nach der Geburt gestorben
4. Margaretha Andreae (1584–1637), verheiratet seit 1605 mit Mag. Johann Balthasar Plieninger (um 1578–1635) aus Kirchenkirnberg, 1595 immatrikuliert in Tübingen, 1598 Magister, 1601 Repetitor, 1605 Diakon in Cannstatt und 1609 bis 1635 Pfarrer in Pfaffenhoven, Sohn von Pfarrer Conrad Plieninger aus Weiler zum Stein
5. Johann Valentin Andreae (1586–1654), Theologe und Mathematiker, verheiratet mit Agnes Elisabeth Grüninger (1592–1659) aus Schützingen, Tochter von Pfarrer Mag. Josua Grüninger (1554–1633)[2] und Barbara von Effern (1565–1635),
6. Johannes Andreae (1588–1620)[3], Pfarrer in Hochdorf und Beilstein, verheiratet seit 1610 mit Barbara Grüninger (* 1588) aus Hausen an der Zaber, ebenfalls Tochter von Mag. Josua Grüninger und Barbara von Effern,
7. Johann Ludwig Andreae (1590–1610),[4] ledig verstorben in Straßburg als Feldprediger des Bleickart (Pleikard) von Helmstatt († 1636) im „Molsheimer Krieg“ (Jülich-Klevischer Erbfolgestreit)
8. Regina Andreae (1592–1635), verheiratet I. mit dem Arzt und Alchemist Dr. med. Sebastian Hesch (1582–1622)[5] in Aalen, Sohn von Zacharias Hösch († 1594), Vogt in Sulz, und Katharina Moser (1545–1610)[6]; verheiratet II. seit 1624 mit Dr. med. Balthasar Simonius (1591–1635) aus Schmalkalden, Arzt in Speyer, Aalen und Heidenheim, 1628 Professor der Medizin in Tübingen, Sohn von Jacob Simonius und Maria Steitz.

Johannes Andreae war Württembergischer Rat, Dichter und der Alchemie zugetan, wodurch er Familie und Kirchenamt vernachlässigt habe.
Seine von Johannes Magirus (1537–1614) gehaltene Leichenpredigt wurde in Tübingen 1602 gedruckt. Ein Epitaph für Johannes Andreae befindet sich in der Kirche von Königsbronn.